# Théophile Moreux
Pour les articles homonymes, voir Moreux.
Théophile Moreux dit l'abbé Moreux, né le 20 novembre 1867 à Argent-sur-Sauldre (Cher) et mort le 13 juillet 1954 à Bourges, est un prêtre, astronome et un météorologue français.
Il est célèbre par de nombreuses publications de vulgarisation destinées à faire connaître l'état des sciences du début du XXe siècle au plus large public possible.

## Biographie
Louis Théophile Moreux naît en 1867 de Jean-Baptiste Moreux (1836-1892) instituteur à Argent-sur-Sauldre, et d'une mère très croyante, Marie Eugénie Morin (1845-1934). Son père étant nommé à la Chapelle-Saint-Ursin, c’est là qu’il fait ses classes primaires.
En 1879, il entre au lycée de Bourges et, en 1883, au petit séminaire Saint-Célestin, puis quelques années plus tard, au Grand Séminaire de Bourges.
En 1889, il est nommé professeur de mathématiques à Saint-Célestin à Bourges (aujourd’hui lycée Jacques-Cœur), puis à 24 ans, en 1891, il est ordonné prêtre et enseigne au petit séminaire comme professeur de sciences et de mathématiques jusqu'en 1906. En 1892, il devient secrétaire de Jean-Pierre Boyer, futur cardinal et archevêque de Bourges, puis chanoine honoraire de la cathédrale Saint-Étienne.
En 1893, il adhère à la Société astronomique de France où il entre en contact avec Camille Flammarion, une relation d'une quinzaine d'années à partir de 1896.
En 1899, il fonde son premier observatoire d'astronomie qu'il installe au petit séminaire Saint-Célestin.

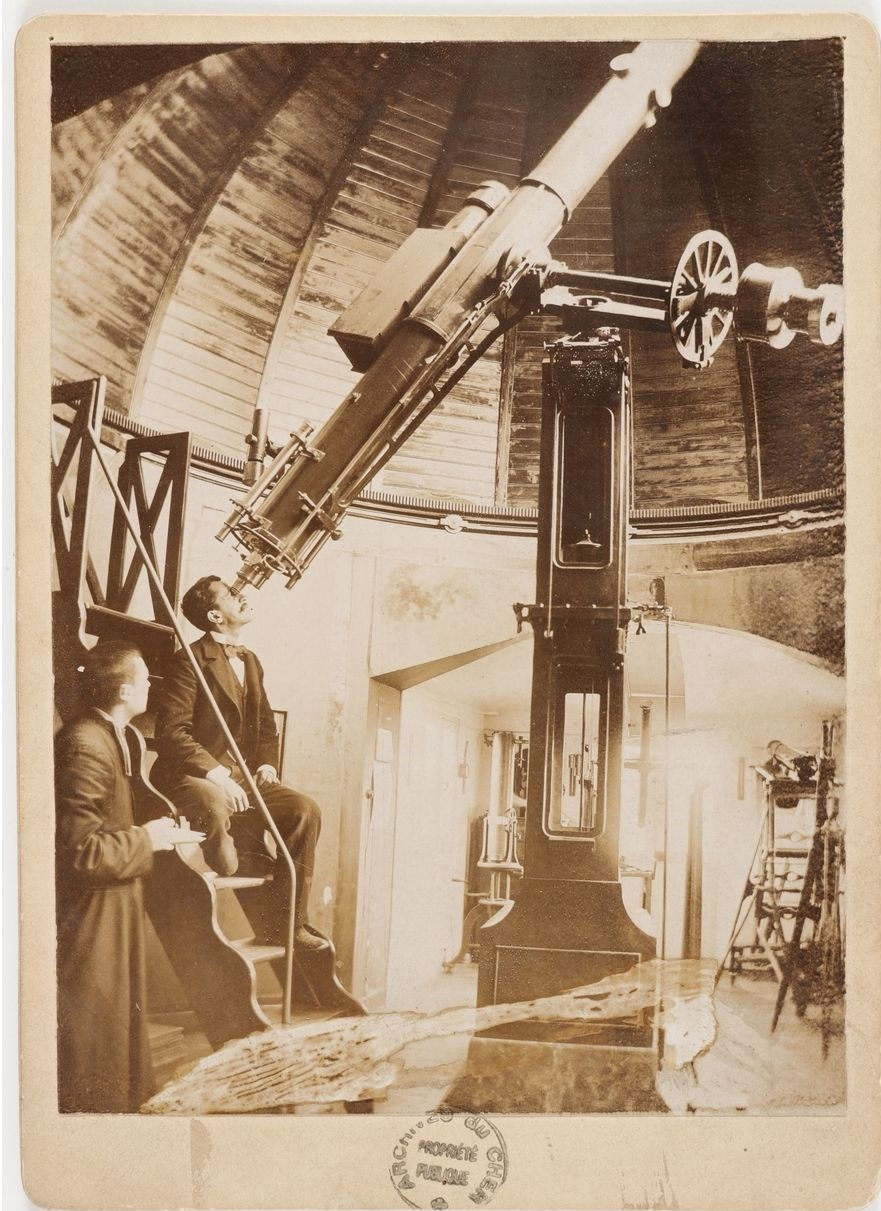
L'observatoire de l'abbé Moreux.

En 1907, il construit son propre observatoire au 22 de la rue Ranchot.
Il fait de nombreuses conférences pour obtenir le soutien financier nécessaire pour la construction de l’observatoire et l’achat d’instruments : lunettes, télescope.
Il participe à de nombreuses expéditions scientifiques pour observer les éclipses totales du Soleil (1900 Elche ; 1905 Sfax) et adresse régulièrement des notes à l'Académie des sciences pour présenter ses théories et ses observations de Mars et du Soleil.
L'abbé Moreux se fait connaître par le grand public grâce à ses nombreux articles de vulgarisation dans la presse de l'époque, comme le Petit Journal. Ainsi, pendant la Grande Guerre, on peut lire ses conseils et explications : comment se préparer à une attaque aux gaz asphyxiants, quelle est la vitesse des projectiles dans la guerre moderne, à quoi ressemblent les bombes et les « torpilles aériennes », comment les avions se tiennent en liaison avec la terre, etc.
Le 1er février 1921, il est nommé chevalier de la Légion d'honneur, au titre de l'Instruction Publique.
Pendant la Seconde Guerre mondiale, l'abbé Moreux, sans être résistant, mais critiquant ouvertement en public Hitler et les Allemands, est arrêté à Paris à l'âge de 76 ans, emprisonné à Fresnes puis transféré à Bourges à la prison du Bordiot (où il côtoie Alfred Stanke). Un officier allemand, astronome amateur, qui avait lu ses livres, le fait libérer in extremis, après six semaines d'emprisonnement. Il reprend ses activités.
Il meurt d'insuffisance rénale chronique le 13 juillet 1954 à son domicile (55 rue de Beaumont, à Bourges), deux mois après avoir observé sa dernière éclipse de soleil. Il est inhumé à Aubigny-sur-Nère, dans le caveau de sa famille.

## Œuvres

### Vulgarisation (astronomie)
- Exposé de la formation mécanique du système du monde, en introduction à Formation mécanique du système du monde du Lt.-Colonel R. du Ligondès, 1897, Texte en ligne disponible sur LillOnum
- Le Problème solaire, Préface de Camille Flammarion, Paris : Bertaux , 1900
- D'où venons nous ?, Nouvelle collection scientifique, Paris, 5 rue Bayard, 1909
- Qui sommes-nous ?, Nouvelle collection scientifique, Paris, 5 rue Bayard, 1910
- Où sommes-nous ?, Nouvelle collection scientifique, Paris, 5 rue Bayard , 1911
- Où allons-nous?, Nouvelle collection scientifique, Paris, 5 rue Bayard , 1911
- Un jour dans la lune.., Paris : A. Fayard , 1912. Texte en ligne disponible sur LillOnum
- Connaissons-nous le plan de l'Univers, Louvain : impr. Fr. Ceuterick, 1920
- À travers les espaces célestes, Paris : Flammarion, éditeur , 1934
- Astronomie moderne. Le Ciel et l'Univers, Paris : G. Doin , 1928
- Atlas céleste. Aspects du ciel visible dans nos régions pour chaque mois de l'année, Paris, G. Doin , 1947
- La Vie sur Mars, Paris : G. Doin , 1924
- Les autres Mondes sont-ils habités ?, Paris : Éditions "Scientifica" , 1912
- Les Éclipses, Paris : A. Fayard , [s.d.]
- Les Énigmes de la création. D'où venons-nous ? Qui sommes-nous ?..., Paris, 5 rue Bayard , 1911
- Les Influences astrales, Paris : G. Doin , 1943
- Les Merveilles des Mondes, Paris : A. Fayard , [s.d.] Texte en ligne disponible sur LillOnum.
- L'Étude de la Lune, avec dictionnaire sélénographique, Paris : G. Doin , 1922
- Origine et formation des mondes, Paris : Octave Doin, 1922
- Où en est l'astronomie ?, Paris : Gauthier-Villars, 1918
- Peut-on bombarder la lune ?, article dans "Lectures pour tous" du 15 juillet 1918
- Série « Pour comprendre », Pour comprendre ...
  - ... l'Astronomie, Paris : G. Doin , 1937
  - ... l'Astrophysique, avec Pierre Rousseau, Paris : G. Doin , 1949
  - Pour observer le Ciel: Astronomie pratique, Paris, G. Doin , 1938
  - Pour s'initier à la Mécanique céleste: Astronomie physique, Paris, G. Doin , 1938
- Quelques heures dans le ciel, A. Fayard (Paris), Texte en ligne disponible sur LillOnum

### Vulgarisation (hors astronomie)
- Les Tremblements de terre, Paris : H. Jouve, 1909
- Introduction à la météorologie de l'avenir, Paris : G. Thomas, 1910
- La respiration de la terre, Société de géographie de Québec, 1910
- Météorologie pratique, Paris : H. Dunod et E. Pinat, 1919
- Méthode simple pour prévoir le temps, Paris : Dunod, 1931
- Les Énigmes de la science, Paris : G. Doin, 1921
- La Foudre, les Orages, la Grêle, Paris : A. Fayard, [s.d.]. Texte en ligne disponible sur LillOnum
- La Science mystérieuse des Pharaons, Paris : Librairie Octave Doin, 1923
- L'Alchimie moderne, Paris : G. Doin, 1924
- Construisez donc vous-même votre poste de Téléphonie sans fil, Paris, G. Doin, 1924
- À l'assaut du Pôle Sud, Paris : Jouve, 1911
- L'Atlantide a-t-elle existé ?, Paris : G. Doin, 1924
- Les Confins de la science et de la foi, en 2 volumes, Paris : G. Doin, 1925
- Les Secrets de la Mer, A. Fayard, [s.d.]
- L'Océan aérien, A. Fayard (Paris), 1911, Texte en ligne disponible sur LillOnum
- Les soirées chez mon curé, avec C R Bastide, Paris : Victorion frères, 1929
- Série « Pour comprendre », Bibliothèque d'éducation scientifique, Pour comprendre ...
  - ... l'Arithmétique, Paris : G. Doin, 1921
  - ... l'Algèbre, Paris : G. Doin, 1921
  - ... la Géométrie plane, avec André Busson, Paris : G. Doin, 1922
  - ... la Géométrie dans l'espace et les courbes usuelles, Paris : G. Doin, 1923
  - ... la Géométrie dans l'espace et les sections coniques, Paris : G. Doin, 1938
  - ... la Géométrie descriptive, Paris : G. Doin, 1929
  - ... la Géométrie analytique à deux dimensions, Paris : G. Doin, 1930
  - ... le Calcul différentiel, Paris : G. Doin, 1925
  - ... le Calcul des probabilités
  - ...le Calcul vectoriel, avec Jean Breton, Paris : G. Doin, 1950
  - ... la Trigonométrie
  - ... les Méthodes statistiques
  - ... la Mécanique, Paris : G. Doin, 1926
  - ... la Physique moderne, Paris : G. Doin , 1926
  - ... la Chimie moderne, avec Eugène Cattelain, Paris : G. Doin, 1941
  - ... la Chimie organique
  - ... l'Électricité, avec Augustin Boutaric, Paris : G. Doin, 1956
  - ... l'Astronomie (P.M.)
  - ... Einstein, Paris : G. Doin, 1922
  - ... la Philosophie, Paris : G. Doin, 1926
  - ... le Latin, Paris : G. Doin, 1931
  - ... le Grec, Paris : G. Doin, 1932
  - ... l'Italien
  - ... l'Allemand
  - Pour continuer l'Algèbre, Paris : G. Doin, 1931
  - Pour continuer le Calcul différentiel, Paris : G. Doin, 1924
  - Pour continuer la Géométrie plane
  - Pour utiliser le microscope
  - Pour comprendre la théologie
  - Pour résoudre les problèmes d'électricité
  - Pour écrire en Français, Paris, G. Doin, 1936
  - Pour reconnaître les fleurs, Paris, G. Doin, 1923
    - tome 1 : Flore simplifiée
    - tome 2 : Atlas de la flore simplifiée
- Que deviendrons-nous après la mort ?, Paris : Editions Scientifica, 1913
- Science et style, conseils à un jeune écrivain, Paris : G. Doin, 1930
- Table de logarithmes à 5 décimales et tables diverses, Paris : G. Doin, 1922

### Ouvrages scolaires
- Traité de cosmographie, à l'usage des élèves de mathématiques A et B et des candidats aux Écoles, Paris : J. de Gigord , 1915
- Arithmétique. Année préparatoire, Paris : Lethielleux, 1916
- Cosmographie élémentaire, classe de philosophie, Paris : J. de Gigord , 1929
- Cosmographie, classe de mathématiques élémentaires, Paris : J. de Gigord , 1929

### Romans d'anticipation
- Le Miroir sombre ou les reportages sensationnels de Julius Snow : l'énigme martienne, éditions Lethielleu, 1911
- Mon curé chez les savants, Paris, Maison de la bonne presse, 1939.

### Préface
- Lt.-Colonel R. du Ligondès, Formation mécanique du système du monde, Gauthiers-Villars et Fils, 1897. Texte sur Gallica.

## Citation
« La nature nous offre tant de mystères, tant de phénomènes inexpliqués, que le rejet en bloc des faits inexplicables pour notre science actuelle, paraît maintenant la marque d'un très petit esprit. Nous avons mieux à faire : il nous faut sans cesse accumuler les données, contrôler les faits, et l'explication viendra peut-être dans la suite. »

— Th. Moreux, La Foudre, les Orages, la Grêle, éd. Fayard, p.82

« ...Tous ces phénomènes (NDLR : résultant de l'activité solaire) ont une répercussion sur l'état d'ionisation de la haute atmosphère et retentissent sur notre climatologie. Les détails de cette action puissante nous échappent encore, mais les physiciens, n'en doutons pas, sauront un jour ou l'autre en démêler les lois, malgré quelques météorologistes attardés qui cherchent toujours en bas alors qu'il faut regarder plus haut. »

— Th. Moreux, Le Ciel et l'Univers, éd. Gaston Doin et Cie, Paris 1928.

## Sources
- Dossier : l'Abbé Moreux astronome et vulgarisateur L'Astronomie (Société Astronomique de France), Paris, no 118, juin 2004, pages 353-368